# Грабов (Рогачёвский район)
Грабов (бел. Грабаў) — посёлок в Гадиловичском сельсовете Рогачёвского района Гомельской области Беларуси.
На севере граничит с лесом.

## География

### Расположение
В 11 км на восток от районного центра и железнодорожной станции Рогачёв (на линии Могилёв — Жлобин), 114 км от Гомеля.

## Транспортная сеть
Рядом автодорога Рогачёв — Довск. Планировка состоит из короткой прямолинейной широтной улицы, застроенной односторонне деревянными усадьбами.

## История
Основан в начале XX века переселенцами из соседних деревень. В 1932 году жители вступили в колхоз. Во время Великой Отечественной войны 7 жителей не вернулись с фронтов. Согласно переписи 1959 года в составе колхоза «Советская Беларусь» (центр — деревня Гадиловичи).

## Население

### Численность
- 2004 год — 12 хозяйств, 22 жителя.

### Динамика
- 1959 год — 75 жителей (согласно переписи).
- 2004 год — 12 хозяйств, 22 жителя.